# Oliver Stirböck

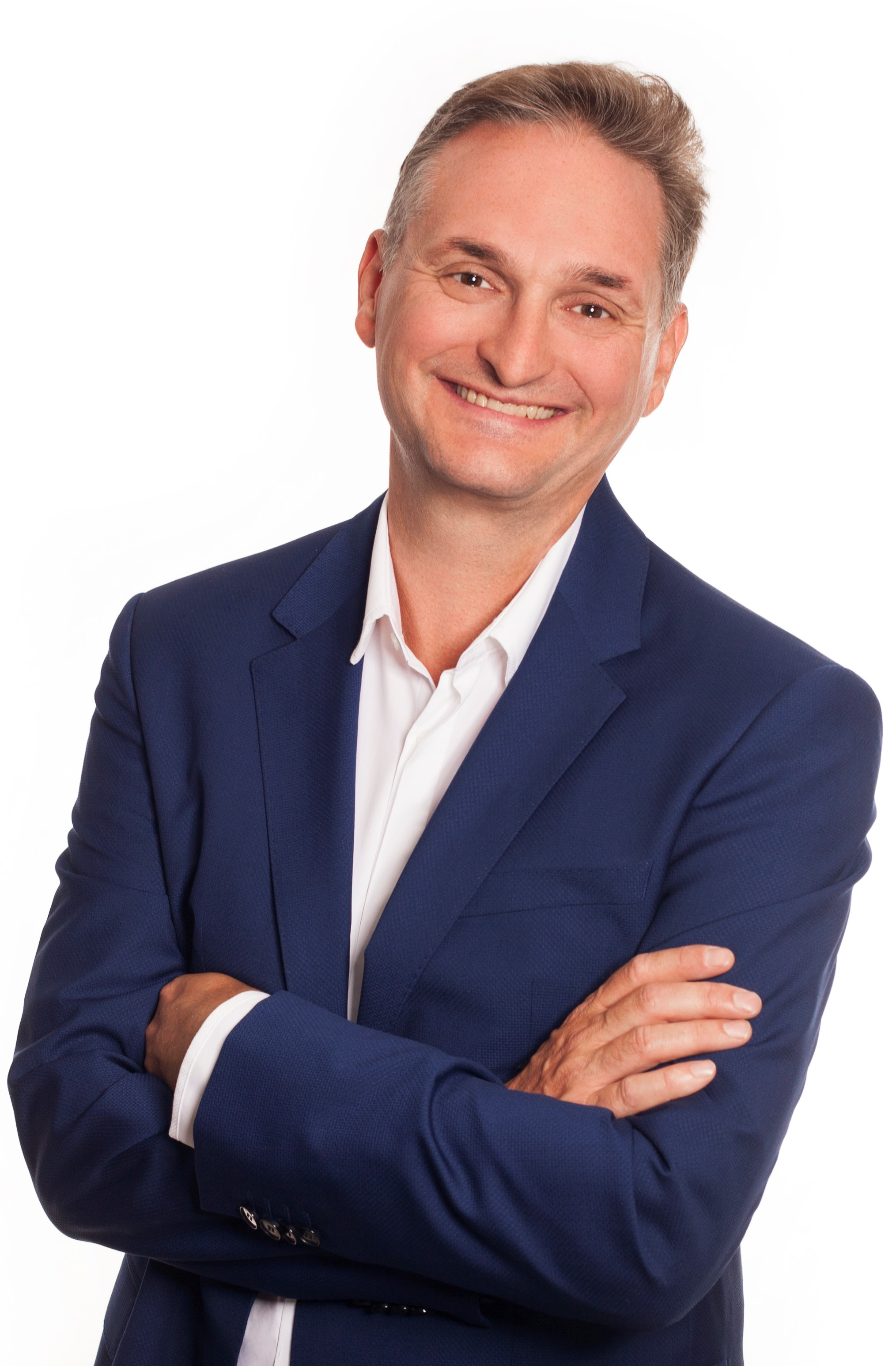
Oliver Stirböck

Oliver Stirböck (* 20. November 1967 in Frankfurt am Main) ist ein hessischer Politiker (FDP) und Diplom-Kaufmann. Er ist seit 2018 Abgeordneter des Hessischen Landtags und seit 2024 parlamentarischer Geschäftsführer der FDP-Fraktion.

## Beruf
Stirböck studierte Betriebswirtschaft an der Johann Wolfgang Goethe-Universität in Frankfurt am Main und schloss das Studium als Diplom-Kaufmann ab. Stirböck ist als Medienberater für Unternehmen, Parteien, politische Organisationen und einzelne Politiker tätig. Außerdem trainiert er Firmen und deren Mitarbeiter in den Bereichen Werbung und Präsentation.

## Politik
Oliver Stirböck gehört der Stadtverordnetenversammlung der Stadt Offenbach am Main seit 1993 an, von 2001 bis 2019 war er dort Vorsitzender der FDP-Fraktion.
Außerhalb der kommunalen Ebene sammelte Stirböck politische Erfahrungen als stellvertretender Bundesvorsitzender der Jungen Liberalen für Pressearbeit (1993–1994) sowie für Programmatik (1996–1998) und als Vorsitzender der Medienkommission der hessischen FDP in den Jahren von 1998 bis 2008. Seit 2009 gehört er dem FDP-Landesvorstand an und ist auch stellvertretender Bezirksvorsitzender der Partei in Rhein-Main. Seit 2014 ist er Mitglied des neunköpfigen Präsidiums der hessischen FDP. Außerdem ist er Abgeordneter der Regionalversammlung Südhessen.
Stirböck war zweimal Bundestagskandidat (2002 und 2005) im Bundestagswahlkreis Offenbach und bewarb sich bereits bei den Landtagswahlen 2009 und 2013 für den Hessischen Landtag. Bei der Landtagswahl in Hessen 2018 trat er erneut als Direktkandidat der FDP im Wahlkreis 43 an und erhielt dort 5,8 % der Stimmen. In den Landtag gelangte er als Neunter der FDP-Liste zur Wahl zum 20. Hessischen Landtag. In der FDP-Fraktion im Landtag agierte er als Sprecher für Digitalisierung, Europa und den Finanzplatz Frankfurt. Außerdem gehörte er dem Landtagsausschuss für Wirtschaft, Energie und Wohnen, dem Ausschuss für Digitales und Datenschutz und dem Europaausschuss an. Stirböck war Mitglied der Enquetekommission „Mobilität der Zukunft in Hessen 2030“.
Bei der Landtagswahl in Hessen 2023 wurde Stirböck auf Platz 8 der Landesliste in den Landtag gewählt. Seit dem 18. Januar 2024 ist er parlamentarischer Geschäftsführer der FDP-Fraktion. Innerhalb der Fraktion ist er Sprecher für die Themen Digitalisierung, Datenschutz, Innovation sowie Petitionen.
Im Zusammenhang mit der Entlassungsaffäre um Lamia Messari-Becker ist Stirböck stellvertretender Vorsitzender und Obmann der FDP-Fraktion im entsprechenden Untersuchungsausschuss.

## Schriften
- Zusammen mit Rudolf Korte (Hrsg.): Drei Fragen zu Europa. Antworten aus deutscher Sicht. München 1998, ISBN 3-933456-03-7